# Formațiunea Hell Creek
Hell Creek este o formațiune geologică, veche de  pe vremea dinozaurilor. Aici au fost descoperiți unii dintre cei mai cunoscuți dinozauri: Tyrannosaurus rex (cel mai renumit  inozaur), Triceratops și Edmontosaurus (dinozauri erbivori renumiți) și Anzu wilyiei (un oviraptorid⁠(d), vechi de 66 milioane de ani).